# Segunda División Provincial Aficionados de Castilla y León
La Segunda División Provincial Aficionados es la octava categoría de fútbol en Castilla y León. Está compuesto por tres grupos, uno por cada provincia que posee esta categoría, de un número de equipos variable. Al finalizar la temporada ascienden a Primera División Provincial Aficionados el número de equipos que la delegación provincial correspondiente estime oportuno, prefijado antes del inicio de temporada y que también depende de las renuncias que haya en esta y en otras categorías. En esta categoría no existen los descensos, salvo en el grupo de Valladolid, que es la única provincia de la comunidad que posee una categoría más baja, la Tercera División Provincial Aficionados.

## Palmarés

### Primera división provincial de León[2]
| Temporada   | Campeón de Liga                | Subcampeón de Liga    | Tercer clasificado             |
| ----------- | ------------------------------ | --------------------- | ------------------------------ |
| 2019 - 2020 | CD Ribera Carrizo              | Lliones FC            | CD Villabalter                 |
| 2018 - 2019 | CD Santovenia de La Valdoncina | Lliones FC            | Boñar CF                       |
| 2017 - 2018 | CD Laciana                     | Atlético Pinilla      | CD Santovenia de La Valdoncina |
| 2016 - 2017 | CD de Fútbol Eria              | UD Benavides          | CD de Fútbol La Robla          |
| 2015 - 2016 | C.D.F. Peña                    | CD Santa Ana          | Atlético Paramés               |
| 2014 - 2015 | CyDL "B" Júpiter Leonés        | S.D. Ponferradina "B" | CD Berciano Villadepalos       |

### Primera división provincial de Segovia[2]
| Temporada   | Campeón de Liga         | Subcampeón de Liga           | Tercer clasificado           |
| ----------- | ----------------------- | ---------------------------- | ---------------------------- |
| 2019 - 2020 | Real Sitio CF           | Atlético Hontanares          | CF Valseca                   |
| 2018 - 2019 | IE University Athletics | CD Monteresma-La Atalaya "B" | CD Sierra de la Mujer Muerta |
| 2017 - 2018 | CD Coca                 | CD Monteresma-La Atalaya "B" | Sporting Nava de La Asunción |
| 2016 - 2017 | Cabezuela CF            | Gimnástica Ayllonesa         | CD Coca                      |
| 2015 - 2016 | IE University Athletics | CD Cantimpalo                | CD San Lorenzo               |
| 2014 - 2015 | CF Vallelado            | CD Sporting Riazano          | CF Valseca                   |

### Segunda división provincial de Valladolid[2]
| Temporada   | Campeón de Liga                     | Subcampeón de Liga           | Tercer clasificado      |             |
| ----------- | ----------------------------------- | ---------------------------- | ----------------------- | ----------- |
| 2022 - 2023 | CD Medinense                        | Victoria CF                  | CD Laguna "B"           |             |
| 2021 - 2022 | Betis CF "B"                        | Rayo Cenobia Cecosa          | CD San Pío X            |             |
| 2020 - 2021 | No se disputó                       |                              |                         |             |
| 2019 - 2020 | CD Unión Arroyo                     | CD San José                  | CD Arces                |             |
| 2018 - 2019 | Racing de Mayorga                   | Racing Valdestillas          | Victoria C.F. - UEMC    |             |
| 2017 - 2018 | CD Villa de Simancas "B"            | Atlético Tordesillas "B"     | CD Don Bosco            |             |
| 2016 - 2017 | Atlético Peñafiel                   | CD Parquesol                 | Rayo Cenobia            |             |
| 2015 - 2016 | CD Juventud Rondilla                | CDF Mojados "B"              | CD San Isidro           |             |
| 2014 - 2015 | CD La Cistérniga CF - CD San Isidro | CD La Pedraja - CD San Pío X | CD Rueda - Rayo Cenobia | ***2 grupos |

### Primera división provincial de Zamora[2]
| Temporada   | Campeón de Liga    | Subcampeón de Liga | Tercer clasificado |
| ----------- | ------------------ | ------------------ | ------------------ |
| 2014 - 2015 | CD Xuve Ferreruela | Sporting Zamora CF | CD Madridanos      |